# Tekniska Högskolans Studentkår (Helsingfors)
Tekniska Högskolans Studentkår (finska: Teknillisen korkeakoulun ylioppilaskunta) var studentkåren vid Tekniska högskolan i Helsingfors, innan denna uppgick i Aalto-universitetet 2010. Vid studentkåren fungerade en svenskspråkig nation, Teknologföreningen.